# یواس‌اس ویلد کت (۱۸۲۲)
یواس‌اس ویلد کت (۱۸۲۲) (به انگلیسی: USS Wild Cat (1822)) یک کشتی بود. این کشتی در سال ۱۸۲۲ ساخته شد.